# Александър Белтов
Александър Боянов Белтов е български писател, футурист.

## Биография
Александър Белтов е роден в София на 12 юни 1965 г.
Първите си опити в литературата прави през 2008 година с поредица от няколко къси разказа, обхванати в общ цикъл „Аватарът на съдбата“.
През 2013-а получава първото си признание с разказа „За влиянието на небесните тела върху хората, или какво мислят зелените учени“, отличен в „Конкурс за кратък фантастичен разказ“, организиран съвместно от БНТ и издателство „Ентусиаст“ и включен в сборника „Скакалци в програмата“.
В същата – 2013 година – „С вкус на гарванови сълзи“ е един от трите отличени разказа в първия конкурс за хорър разказ до 4000 думи на списание „Дракус“. Творбата е публикувана в декемврийския брой на списанието.
През 2013-а публикува в интернет киберпънк романа „Матрикант“, а година по-късно излиза и продължението – „Матрикант – книга втора“, впоследствие издателство „Гаяна“ издава и книжно фен копие на „Матрикант“.
Романът „Фосикър“, издаден години по-късно, е своеобразно продължение на „Матрикант“.
Творбите му могат да бъдат отнесени към жанровете фантастика, киберпънк и антиутопия.

## Творчество

### Самостоятелни издания
- „Матрикант“ (2015) – ИК „Гаяна“
- „Фосикър“ (2017) – ИК „Гаяна“
- „Кутията на шута“ (2019) – „Пи Ар Ви – рефреш вижън“

### Участие в съвместни издания
- „Скакалци в програмата“ (2013) – ИК „Ентусиаст“
  - „За влиянието на небесните тела върху хората, или какво мислят зелените учени“ – разказ
- Списание „Дракус“ (брой 4/2013) - ИК „Гаяна“
  - „С вкус на гарванови сълзи“ – разказ